# Melvyn Lorenzen
Melvyn Lorenzen (Londen, 26 november 1994) is een Duits-Oegandese voetballer die doorgaans als vleugelspeler speelt. Lorenzen debuteerde in 2016 in het Oegandees voetbalelftal.

## Clubcarrière
Lorenzen speelde in de jeugd bij SpVgg Putlos, Oldenburger SV, Holstein Kiel en Werder Bremen. Hij debuteerde op 11 augustus 2013 in het tweede elftal van Werder Bremen, tijdens een wedstrijd tegen SV Meppen. Zijn debuut in de Bundesliga volgde op 5 oktober 2013, tegen VfB Stuttgart. Lorenzen mocht na 88 minuten invallen voor Eljero Elia. Hij begon op 13 december 2014 voor het eerst in de basiself in een Bundesligawedstrijd, thuis tegen Hannover 96. Hij scoorde een doelpunt in de tweede helft. Hij verruilde in 2019 ADO Den Haag voor Karpaty Lviv.